# Keupån
De Keupån is een Zweedse rivier in Norrbottens län. De rivier is een zijrivier van de Kleine Piterivier. De rivier ontstaat in een moerasachtig gebied rond haar naamgever het meer Inre Keupaträsket, ongeveer 200 meter boven zeeniveau. De rivier stroomt in tegenstelling tot de meeste rivieren hier noordwaarts om dan na een aantal kilometers oostwaarts te stromen. Bij het dorp Åträsk stroomt het de Kleine Piterivier in. De rivier stroomt door onbewoond gebied.
De Keupån is 18,560 kilometer lang. Grootste leverancier van haar water is de bergrivier Kilbergsån van ongeveer 1 kilometer lang.